# Popotovanje iz Litije do Čateža
Popotovanje iz Litije do Čateža ali Levstikova pot je pohodniška pot urejena po potopisno-programskem spisu, delu slovenskega pisatelja Frana Levstika iz leta 1858. Delo je pomembno zaradi slovstvenega programa, ki ga je Levstik vpletel v opisovanje potovanja med Litijo in Čatežem. V spomin na to popotovanje se vsako leto, drugo soboto v novembru, organizira pohod po Levstikovi poti. Označena je bila leta 1987 in je speljana po dveh trasah, severna je dolga 22 km, južna pa 21,5 km. Število udeležencev se vsako leto veča, zadnja leta se tako udeležuje pohoda preko 20.000 pohodnikov.

## Potek poti

### Skupni (začetni) del poti
1. Litija (start, prijave)
2. Šmartno pri Litiji (možni start, prijave),
3. Slatna
4. Jelša
5. Liberga (žig)
6. Preska

### Severni del poti
1. Grmade
2. Gobnik (Bojčeva zidanica)
3. Moravče (žig, domačija Tone Zidarjeve, Resn'kova kašča)
4. Čatež (cilj)

### Južni del poti
1. Ježni Vrh
2. Vinji vrh (zidanica Jožeta Zadražnika)
3. Poljane
4. Gradišče pri Primskovem
5. Sevno (žig)
6. Zagrič
7. Razbore (sušilnica sadja)
8. Čatež (cilj)

## Opis poti
Izhodiščna točka je Litija, natančneje Levstikova ulica, ki se nahaja v starem delu mesta, lahko pa tudi Šmartno pri Litiji (kulturni dom). 
Pri Šmarski cerkvi Sv. Martina pot zavije levo po regionalni cesti proti Radečam. Kmalu za hišo, na kateri je spominska plošča dramatiku Slavku Grumu, ponovno zavije levo in nadaljuje na Slatno. Kasneje  preči regionalno cesto in se nadaljuje skozi gozd do Jelše. Pri Božičkovi domačiji, ki se nahaja blizu zaselka Rodni vrh, je križišče markiranih poti (Badjurova krožna pot, Zasavska planinska pot). Domačija je obnovljena in tako ohranjena iz leta 1836, je najlepši ohranjeni objekt na poti. V zaselku Bič, blizu Liberge, je na desni strani poldrugo stoletje stara Medvedova sušilnica sadja. Na Libergi je tudi prva kontrolna točka na poti. Do naslednje vasi Preska sledi nekaj strmine, nato pa se skupna trasa poti zaključi. 
Lahko nadaljujemo do vrha Grmad (severni del poti), ki ima okrog 700 metrov nadmorske višine in je tako najvišja točka popotovanja. Grmade so dobile ime po grobovih (grmadah), kjer so po izročilu pokopani razbojniki, ki so jih na tem mestu ubili in pokopali. Južna trasa pa je krajinsko bolj zanimiva.

### Južni odsek
Na Ježnem vrhu stoji nova cerkev sv. Petra. Zgradil jo je Vinko Zadražnik. Na tem delu poti je veliko starih objektov, npr. toplarji, kozolci, kašče. Pot v nadaljevanju vodi mimo Vinjega vrha, Poljan in Primskovega. V bližini, na Primskovi gori, so tri cerkve in grob Jurija Humarja (roj. 1819), ki je bil čudodelnik in duhovnik. Naslednji kraj Sevno je sedež Levstikove poti in tudi kontrolna točka. V središču Razbor stoji prenovljena sušilnica sadja. Leta 1939 so jo zgradili vaščani, skupaj s tedanjim učiteljem Francem Kunaverjem. Od Razbor do cilja je nato le še 2 kilometra hoje.

### Severni odsek
Pot se nadaljuje do samotne kmetije pri Lokarjevih, kjer je v neposredni bližini med drugo svetovno vojno potekala 
nemško-italijanska okupacijska meja. Ostanki meje so danes še vidni. Kmalu za zaselkom Gobnik se pot razcepi. Desna pot vodi do Bojčeve zidanice, kjer se dogaja osrednji dogodek v Levstikovem potopisu. V moravški dolini stoji domačija Tone Zidarjeve, kamor je zahajal tudi Fran Levstik. Del hiše je preurejen v muzej. Malo naprej je Resn'kova kašča iz leta 1883, katere lastnik je Milan Resnik.  V Moravčah gre pot mimo ostankov gradu Turn, kjer je Fran Levstik nekaj let služil kot domači učitelj. Po drugi svetovni vojni je bil grad prazen in izropan ter je propadel. Pot se nato nadaljuje proti naselju Okrog in od tam cilj ni več daleč.

### Na koncu organiziranega pohoda
Vsako leto sledi prireditev, kjer vsak udeleženec prejme spominske predmete ali priznanja:
| Udeležba | Nagrada         |
| -------- | --------------- |
| 3.       | priznanje       |
| 10.      | bronasta značka |
| 15.      | srebrna značka  |
| 25.      | zlata značka    |

Vsa popotovanja morajo tako biti potrjena v enem dnevniku.
Za dokaz o udeležbi zadostujejo štirje kontrolni žigi.

## Zgodovina poti
Levstik je v Popotovanju (1858) opisal pot, ki jo je opravil leto prej, 11. novembra 1857. V letih 1855–1857 je bil namreč vzgojitelj grofiča Paceja na gradu Turn pri Gabrovki. Od leta 1958, sto let po izidu potopisa, je pohode za študente slavistike in slovenistike vodil profesor Anton Slodnjak, za njim Matjaž Kmecl, ki je leta 1987 uradno odprl markirano pot. Odtlej slovenisti organizirajo svoj pohod ločeno, na četrtek pred 11. novembrom ali po njem.
Poleti leta 1988 so organizatorji začrtali pot čez Grmado, torej pot, po kateri je hodil Fran Levstik. To je sedanja severna pot. Na Grmadi so bili nekoč vidni grobovi (grmade), po katerih je hrib dobil ime. V 19. stoletju je v bližini vodila glavna pot med Moravčami in Litijo, kamor so kmetje nosili prodajat svoje pridelke.
Od leta 2011 naprej so na celotni poti table, ki označujejo in opisujejo zanimivosti, med drugim dolžino poti in celoten potopis Frana Levstika.